# カジンツィ・フェレンツ
カジンツィ・フェレンツ（ハンガリー語：Kazinczy Ferenc、1759年10月27日 - 1831年8月23日）はハンガリーの文学者、言語改革者、作家、詩人、翻訳家であり、同時代のハンガリー文壇の中心人物である。
ハンガリーの作家。貴族の出身。視学官として教育の民主化に尽力し，シェークスピア，ゲーテらの作品の翻訳を通じて西ヨーロッパ文学の紹介に努めた。 1794年反政府運動の組織に加わったため逮捕され，6年間獄中生活をおくった。

## 生涯
1759年10月27日に、エールシェムイェーンで生まれる。1767年にレグメツにある、父の実家に移り住む。（その家があった場所には今日では記念碑が立っている。）1769年から1779年までシャーロシュパタクの学寮で学ぶ。最初は父が望んでいた通り神学を修めたが、父が亡くなってからは法律を学び、ベッシェニェイ・ジェルジのおかげでハンガリーの啓蒙運動と出会う。カッシャ、エペルイェシュ、ペシュトで法律の見習いの仕事をする。1784年にアバウーイ県の副司法書士になり、1786年からはカッシャ市とその周りにある小学校の監督者になる。同時期に「ハンガリーの美術館、およびオルフェウス」の題で文学雑誌を創刊する。1792年には再びレグメツに引っ越し、レグメツに住みながら、彼自身がセープハロムと呼んだバーニャーチュカに邸宅の建設を始める。（バーニャーチュカはその地域の旧名で、「小さな炭鉱」という否定的な意味がある。カジンツィはそれより親しみやすい名前をつけようと考え、その地域を「きれいな丘」を意味するセープハロムと呼び始める。のちに彼の付けた名称が正式になり、この地域は現在も「セープハロム」と呼ばれている。）ここで、1795年に、ハンガリーのジャコバン堂運動で果たした役割のせいで逮捕される。初めは死刑を宣告されるが、恩赦が与えられ、1801年にやっと城の牢獄から家に帰ることができる。「捕虜の日記」と題する作品で捕虜として過ごした六年間について述べている。1804年に、妻のトロク・ソフィー（詩人）とともにセープハロムに引っ越し、そこから20年間、文壇を主導する。ほとんど全てのハンガリーの詩人と手紙のやりとりを行い、文学論争にも参加する。

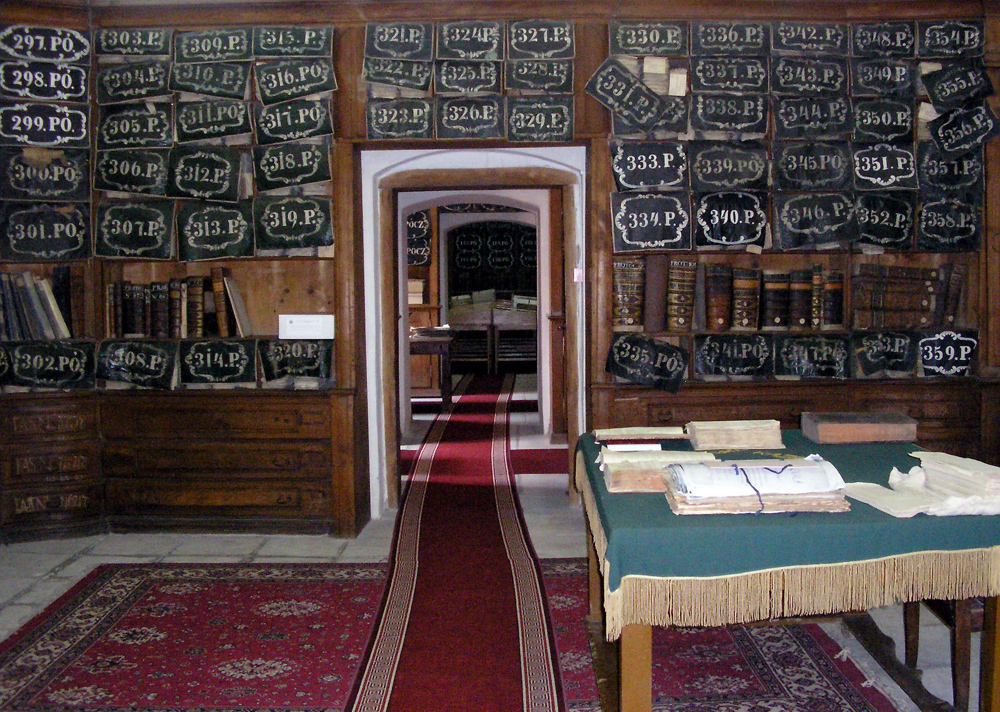
ゼンプレーン県の公文書館

1815年から没するまで、ゼンプレーン県の公文書館の整理、管理に熱心に携わった。シャートルアイヤウーイヘイにあるゼンプレーン公文書館の歴史的な家具の配置の一部分は彼が設計したものであり、今日も彼のつくえが置かれている。公文書館の前に立っているカジンツィの像は彼の業績をたたえている。1831年8月23日に、セープハロムで没し、本人の望みどおり、一家の墓地に埋葬された。かつての邸宅の元にはイーブル・ミクローシュの設計により、古典主義の霊廟が立てられた。そこには「後世より、カジンツィ・フェレンツに感謝を込めて」と書かれている。

## 記念
コルチェイ・フェレンツは「記念スピーチ」で次のようにカジンツィを褒めたたえた。
「この50数年間の間に、詩人の中でこの男と少しでも関係を持たなかった人はいるでしょうか。だれがこの優秀な人物と交際しなかっただろう…カジンツィはすべての作品を秩序 、情熱、若者の勢いを込めて作ることで、すべての作家・詩人等の関心を引き、我々の文学における新たな時代の創立者になりました。」

## 主な作品

### 伝記

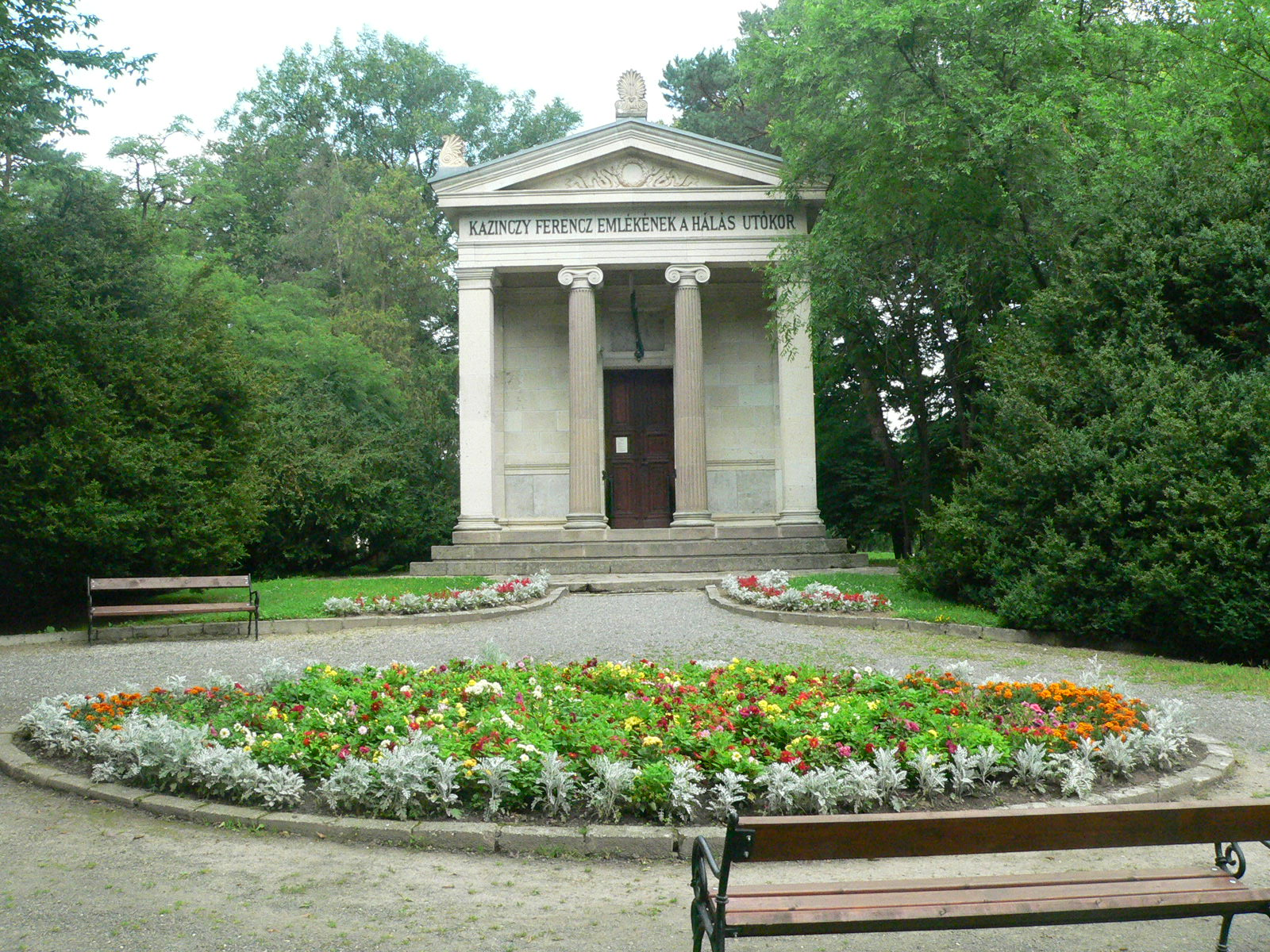
カジンツィの霊廟、そこには「後世より、カジンツィ・フェレンツに感謝を込めて」と書かれている。

- カジンツィの霊廟、そこには「後世より、カジンツィ・フェレンツに感謝を込めて」と書かれている。文学活動の思い出に　(Pályám emlékezete)  - 1828年
- 捕虜の日記　(Fogságom naplója) - 1828年

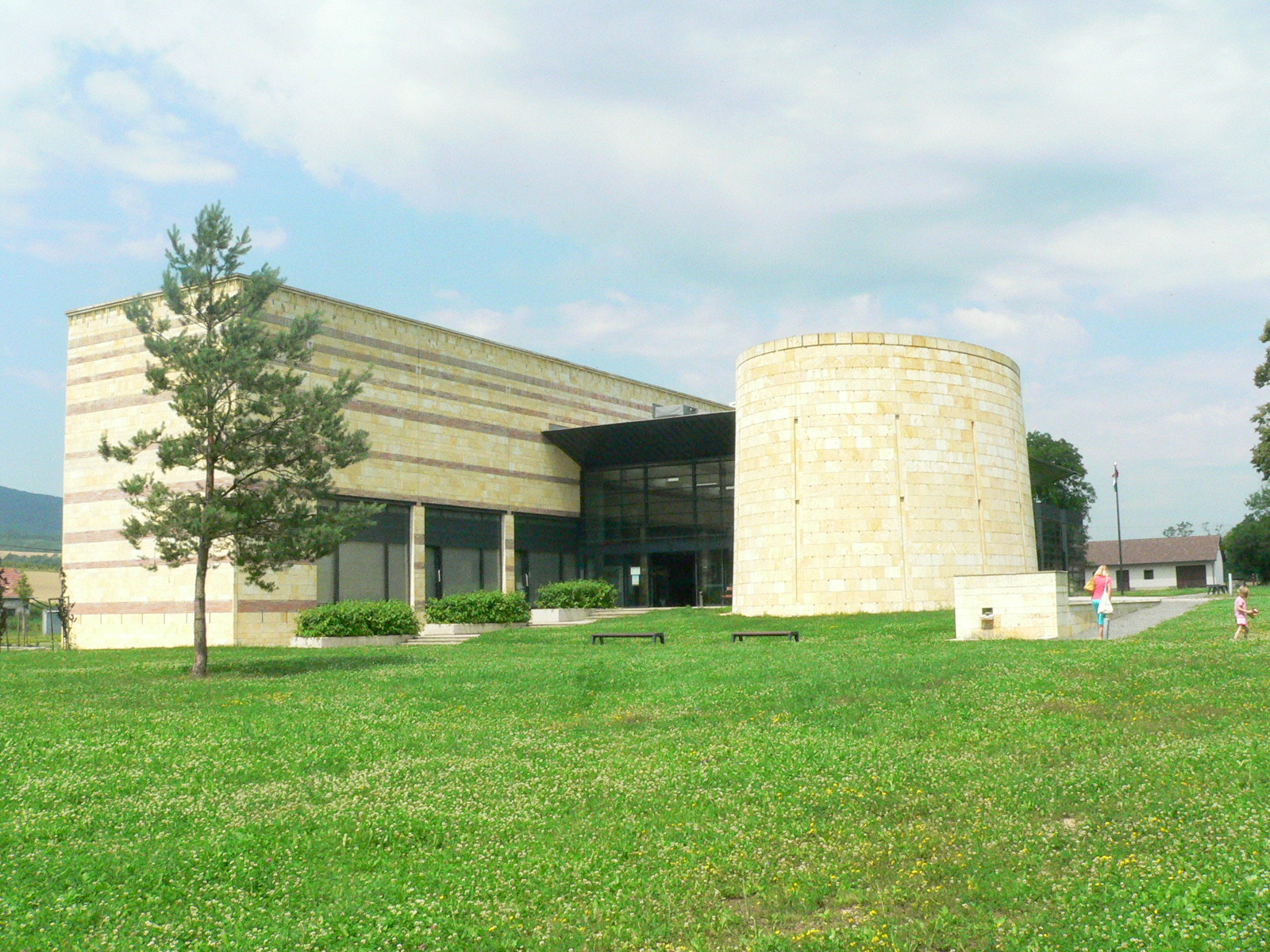
セープハロムでのハンガリー語の博物館

### 詩集
- 棘と花　(Tövisek és virágok) - 1811年

### 翻訳
- ゲーテ 『ステラ』(Stella)
- シェークスピア 『ハムレット』